# Certificate in English Language Teaching to Adults
CELTA (gesprochen /ˈsɛl.tə/) steht für Certificate in English Language Teaching to Adults und ist ein anerkanntes Zertifikat für Lehrer der englischen Sprache.

## Überblick
Viele Sprachschulen weltweit fordern von ihren Lehrern ausreichende Qualifikationen für ihre Lehrtätigkeit, insbesondere wenn es sich um die häufig anzutreffenden Reiselehrer handelt, die Englischunterricht mit ihrer Weltreise verbinden. 
Der Vollzeit-CELTA-Kurs dauert vier Wochen, als Teilzeit-Kurs mehrere Monate. Viele unterschiedliche Institutionen können das CELTA-Zertifikat ausstellen. Sie selbst werden durch die University of Cambridge Local Examinations Syndicate (UCLES) geprüft und zertifiziert. 
CELTA wird den Teilnehmern nach Abschluss des Kurses verliehen, was wenigstens sechs Stunden Unterricht mit tatsächlichen Englischschülern unter Supervision beinhaltet. Die Note wird im Wesentlichen durch die Arbeit während dieser Phase bestimmt. Daneben gibt es eine Reihe von Tests, die neben dem Kurs durchgeführt und nach Bestanden/Nicht bestanden benotet werden. Das Notenschema ist Bestanden (Pass), B und A. 
Die Kurse sind für die Teilnehmer sehr zeitaufwendig, insbesondere für diejenigen, die über keine oder nur wenig Lehrerfahrung verfügen. Jedes Jahr finden etwa 900 CELTA-Kurse in den 280 Zentren statt, die in 54 Ländern angesiedelt sind. Dabei werden jährlich mehr als 10.000 Absolventen ausgebildet. Jeder Kurs wird von einem externen Auditor überwacht.

## Zertifikat
CELTA wird durch das Cambridge Assessment (UCLES), einem Bereich der Universität Cambridge verliehen. Dieses ist wiederum durch die Qualifications and Curriculum Authority for England, Wales and Northern Ireland akkreditiert.

## Geschichte
Das heutige CELTA ersetzte 2001 die RSA/Cambridge CELTA, das seinerseits seit 1996 der Nachfolger des RSA/Cambridge CTEFLA (the Certificate in Teaching English as a Foreign Language to Adults) war.

## Verwandte Zertifikate
Das weniger bekannte CELTYL (Certificate in English Language Teaching to Young Learners) wird ebenfalls nach vierwöchiger Kursdauer verliehen und richtet sich mehr auf den Unterricht von Kindern. 